# Capellen (Adelsgeschlecht)

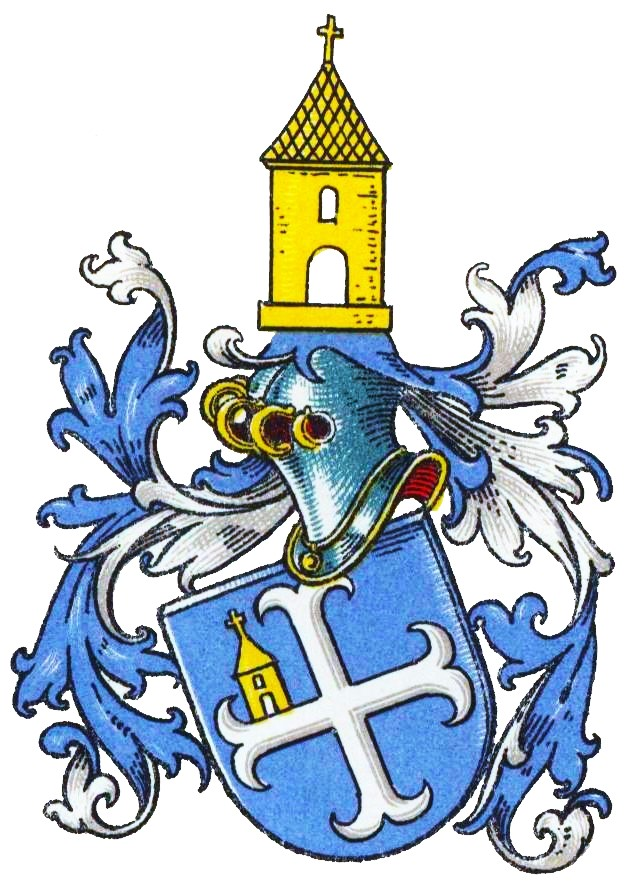
Wappen derer von der Capellen im Wappenbuch des Westfälischen Adels

Capellen bzw. von der Capellen (auch: van der Capellen, Cappellen o. ä.) ist der Name eines deutsch-niederländischen Adelsgeschlechts.

## Geschichte
Das Geschlecht gehört zum klevischen Uradel und war am Niederrhein, in den Niederlanden, in Westfalen und Hessen begütert. Johannes de Capella erscheint 1344 bis 1373 als Schöffe in Wesel. 1607 wurde Jacoba von der Capellen als Stiftsdame zu Herdecke aufgeschworen. Auch im westfälischen Marsberg finden sich Familienangehörige.
Zu den Besitzungen zählten in Westfalen Capelle (urkundl. 1270), Einhorst (Hagen) (1615), Hagen (1693), Osterhus im Kirchspiel Alverskirchen (1559), Wehderingen (Hagen) (1588–1621) und Wittringen (1540–1697). Im Klevischen besaß die Familie Güter in Bislich (1378–1487), Bruckhausen (1580), Brünen (1496), Esselt (1491–1740), Voerde (1500), Wesel (1344–1516), Wohnung (1435–1608). Hinzu kamen in den Niederlanden Boedelhof (1584–1740), Damme (1399–1653), Eme (1411–1440), Emeding (1411–1440), Herartsberg (1685), Mevelt (1633), Rissel (1379–1533), Schalwick (1685–1700) und Sindern (1700).
Der Freiherrenstand der Familie ist in Hessen dokumentiert.

## Persönlichkeiten
- Johann von der Capellen (urkundl. ab 1405, † 1444), Rat des Herzogs von Kleve, Drost zu Wesel, Stifter Kloster Marienfrede (Hamminkeln)[5]
- Catharina von der Capellen, 1595–1597 Äbtissin Kloster Sterkrade
- Elisabeth von der Capellen, 1617–1627 Äbtissin Kloster Sterkrade
- Anna Maria von Capellen, 1627–1664 Äbtissin Kloster Sterkrade
- Alexander van der Capellen († 1656), niederländischer Staatsmann
- Gisbert von der Capellen, 1640–1651 Komtur von Waldenburg, 1662–1670 Komtur von Welheim
- Godert Alexander Gerard Philip van der Capellen (1778–1848), niederländischer Staatsmann
- Theodorus Frederik van Capellen (1762–1824), niederländischer Seeoffizier

## Wappen
Blasonierung: In Blau ein silbernes Ankerkreuz, auf dessen rechtem Schenkel eine goldene Kapelle steht. Auf dem Helm wiederholt sich die Kapelle. Die Helmdecken sind blau-silbern.
Max von Spießen beschreibt zusätzlich eine Variante, die auf dem Helm einen silbernen, rot-bewehrten Adlerkopf zwischen zwei blauen Flügeln zeigt. Anton Fahne wiederum behauptet, dass die Familie „ein rothes Ankerkreuz in Silber“ führte. Auf dem Helm zeigt seine Darstellung einen offenen, schwarzen Flug, die Flügel jeweils mit einem silbernen Ankerkreuz belegt.

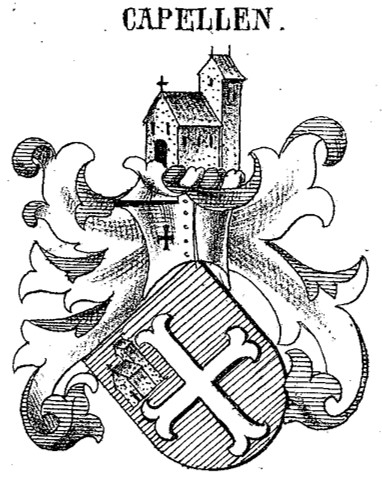
Wappen derer von der Capellen bei Siebmacher
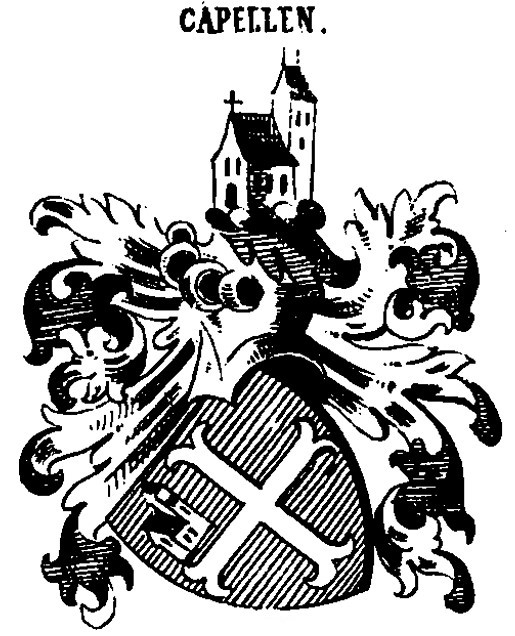
Wappen derer von der Capellen bei Siebmacher
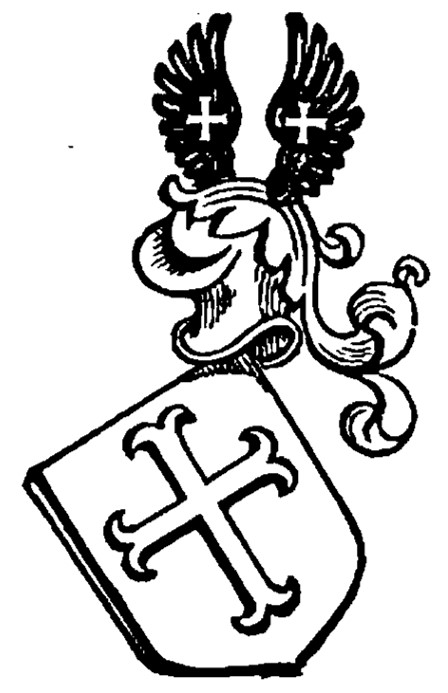
Abweichendes Wappen derer von der Capellen bei Fahne
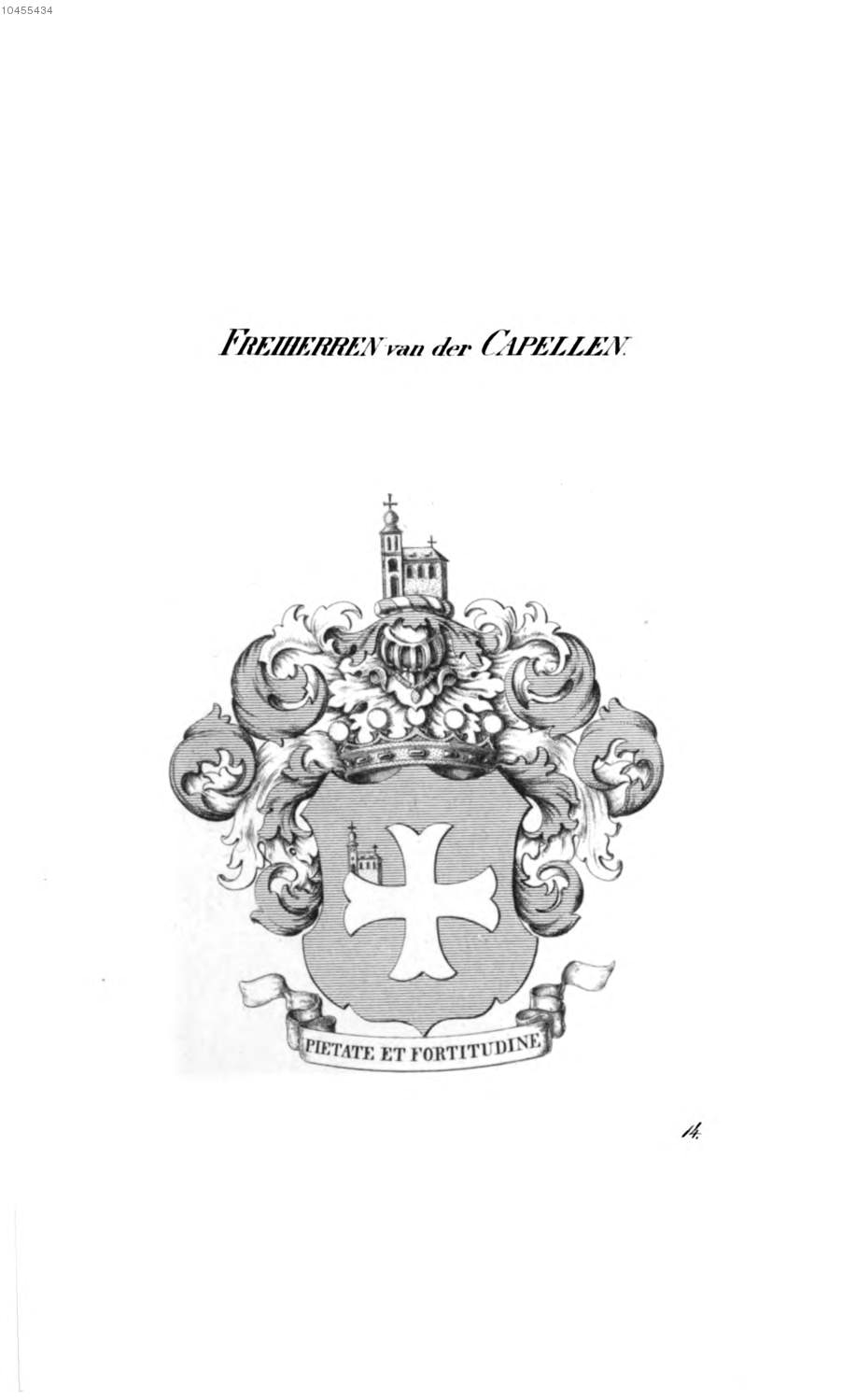
Wappen der Freiherren von der Capellen bei Tyroff
Wappen derer von der Capellen
Wappen derer von der Capellen von 1814